# Nagyvisnyói Állami Erdei Vasút
A Nagyvisnyói Állami Erdei Vasút egy erdei vasút volt a Bükk-vidéken. 1908-ban épült 600 mm-es nyomtávval, 7 kg/fm-es sínekkel. Az építtetője Wessely Károly szilvásváradi földbirtokos volt – az ő birtokában volt a szilvásváradi hálózat is – a kiépítési terveket Márkus Áron egri mérnök készítette. Fő vonala a falu szélén található fateleptől az egykori Elza-lakig tartott, ahol kétfelé ágazott a Leány-völgybe és a Nagy-völgybe. Nyomvonalát ma is jelölik a turistatérképek, töltése helyenként megvan. 1921-ben hosszabbították meg a falu Füzesabony–Putnok-vasútvonalon található Nagyvisnyó-Dédes megállóhelyig a nagyvasúti szállítás megkönnyítésére. A vonalhossz így elérte a 6 kilométert. 1958-ban került dízelmozdony az addig lóvontatású vasútra. Megszűnésének időpontja kérdéses: egyes források szerint 1967-ben szűnt meg, azonban egy 1969-es térkép még jelöli – igaz, a Leány-völgyi leágazás nélkül.